# Kościół św. Jana Chrzciciela w Kaszowie
Kościół świętego Jana Chrzciciela w Kaszowie – rzymskokatolicki kościół parafialny należący do parafii pod tym samym wezwaniem (dekanat przytycki diecezji radomskiej).
Jest to świątynia wzniesiona w 1661 roku. Wybudowana została dzięki staraniom księdza Chryzostoma Radzkiego. Wyremontowana została w 1890 roku. Odrestaurowano i przebudowano ją w 1958 roku. Ponowne była remontowana w Latach: 1964 – 65, 1974 i 1986 r. 
Budowla jest drewniana jednonawowa, wzniesiono ją w konstrukcji zrębowej. Świątynia jest orientowana, do jej budowy użyto drewna modrzewiowego. Prezbiterium jest mniejsze w stosunku do od nawy, zamknięte jest trójbocznie, z boku są umieszczone: zakrystia i kruchta. Od frontu nawy znajduje się kruchta. Świątynię nakrywa dach dwukalenicowy, pokryty blachą, w centralnej części jest usytuowana barokowa, sześciokątna wieżyczka na sygnaturkę. Zwieńcza ją blaszany dach hełmowy z latarnią i krzyżem. Wnętrze nakryte jest płaskim stropem. Chór muzyczny jest podparty dwoma słupami i charakteryzuje się prostą linii parapetu, na chórze są umieszczone organy (wykonane przed 1836 rokiem) przeniesione około 1877 roku z kościoła ewangelickiego w Radomiu. Belka tęczowa jest ozdobiona krucyfiksem, napisem w języku łacińskim (oto baranek boży, który gładzi grzechy świata) i datą budowy. Ściany i sufit są pokryte polichromią. Ołtarz główny został wykonany z kamienia, pochodzi z 1880 roku i jest ozdobiony obrazem Francesco This z Trydentu z 1661 r. Dwa ołtarze boczne w stylu barokowym powstały w 2 połowie XVIII wieku. Chrzcielnica kamienna (wykonano ją z piaskowca szydłowieckiego) pochodzi z 1663 roku i jest ozdobiona herbem Abdank. Stacje Drogi krzyżowej powstały pod koniec XVIII wieku